# Vilhelm Carl Ahlefeldt
Vilhelm Carl greve (von) Ahlefeldt (født 1704, død 1759) var en dansk officer, bror til Frederik,  Ulrik Carl og Conrad Vilhelm Ahlefeldt.
Han var søn af Carl Ahlefeldt og Ulrica Antoinette Danneskiold-Laurvigen. Han avancerede til kammerherre, Ridder af Dannebrog og general af kavalleriet.